# Astronesthes fedorovi
Astronesthes fedorovi är en fiskart som beskrevs av Nikolai V. Parin och Borodulina, 1994. Astronesthes fedorovi ingår i släktet Astronesthes och familjen Stomiidae. Inga underarter finns listade.